# Педасельга
Педа́сельга (карел. Pedäiselgy) — деревня в Прионежском районе Республики Карелия, административно входит в состав Деревянского сельского поселения.

## Общие сведения
Расположена на берегу реки Пухтица. Через деревню проходит автодорога Петрозаводск — Вознесенье.

## Население
Численность населения в 1905 году составляла 344 человека.
| 2002 | 2009 | 2010 | 2013 |
| ---- | ---- | ---- | ---- |
| 156  | ↘150 | ↘143 | ↗151 |

## Интересные факты
Крестьянин деревни Педасельга Полагин Иван Дмитриевич (?—1916), герой Первой мировой войны, ефрейтор, был награждён военным орденом Святого Георгия 4-й степени. Убит в бою.

## Улицы
- ул. Луговая
- ул. Радиоцентр